# Casa de Cristoforo Colombo
La casa de Cristoforo Colombo en Génova, Italia, es una reconstrucción del siglo XVIII de la casa donde creció Cristóbal Colón. Estaba situada al lado de la Porta Soprana fuera de las murallas de Génova, construidas en el siglo XIV.

## Descripción
La casa se encuentra fuera de las murallas de Génova del siglo XIV. Durante el Renacimiento, la zona se convierte en una zona densamente construida, formada principalmente por viviendas abiertas al público.
Colón nació en 1451 y los documentos históricos indicaban que Colón vivió,  entre 1455 y 1470 aproximadamente, en la zona destruida por el  bombardeo de 1864. En ese momento, la casa tenía dos o quizás tres pisos, con una tienda en la planta baja, y la puerta de entrada a la izquierda de la tienda.

## Historia
Según el historiador Marcello Staglieno, la casa original fue destruida durante el bombardeo francés de Génova en 1684. Fue reconstruida a principios del siglo XVIII sobre las ruinas de la casa, que por la documentación coetánea, se consideró como la casa original y de la que quedaban sólo los cimientos. La estructura reconstruida tenía una altura de cinco pisos. Sin embargo, los pisos superiores se construyeron colocando sus vigas sobre los edificios vecinos. En el derribo de los edificios vecinos hacia el año 1900, en el marco de la construcción de la Vía XX Settembre, se retiraron los pisos superiores de este edificio, y se redujo a la altura actual de dos pisos.
Actualmente el edificio funciona como museo, bajo la gestión de la asociación cultural genovesa "Porta Soprana". Su ubicación céntrica y el aparcamiento cercano le convierten en un lugar de encuentro popular entre los genoveses.

## Galería

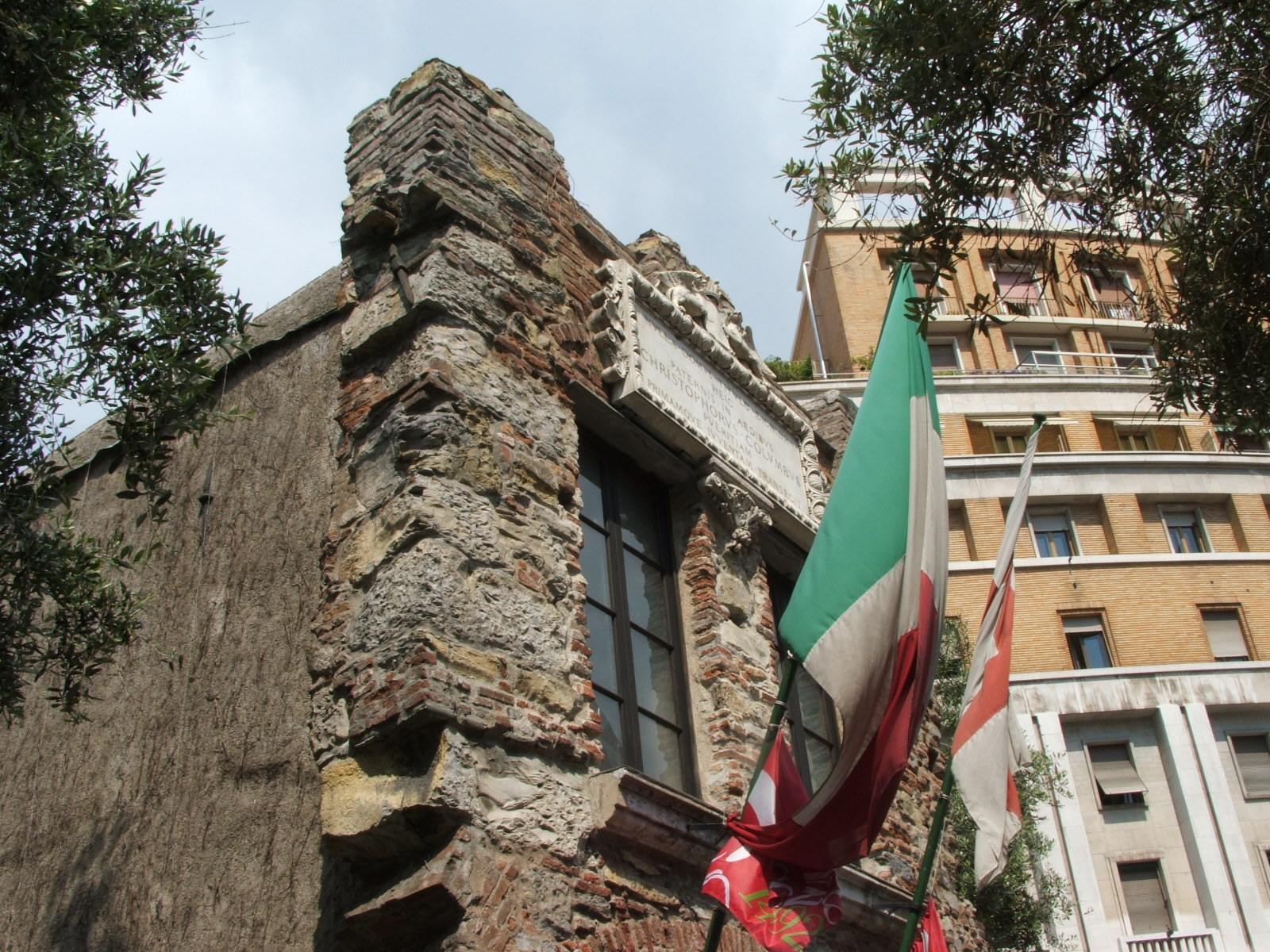
La casa de Cristóbal Colón en la planta Sant'Andrea de Génova
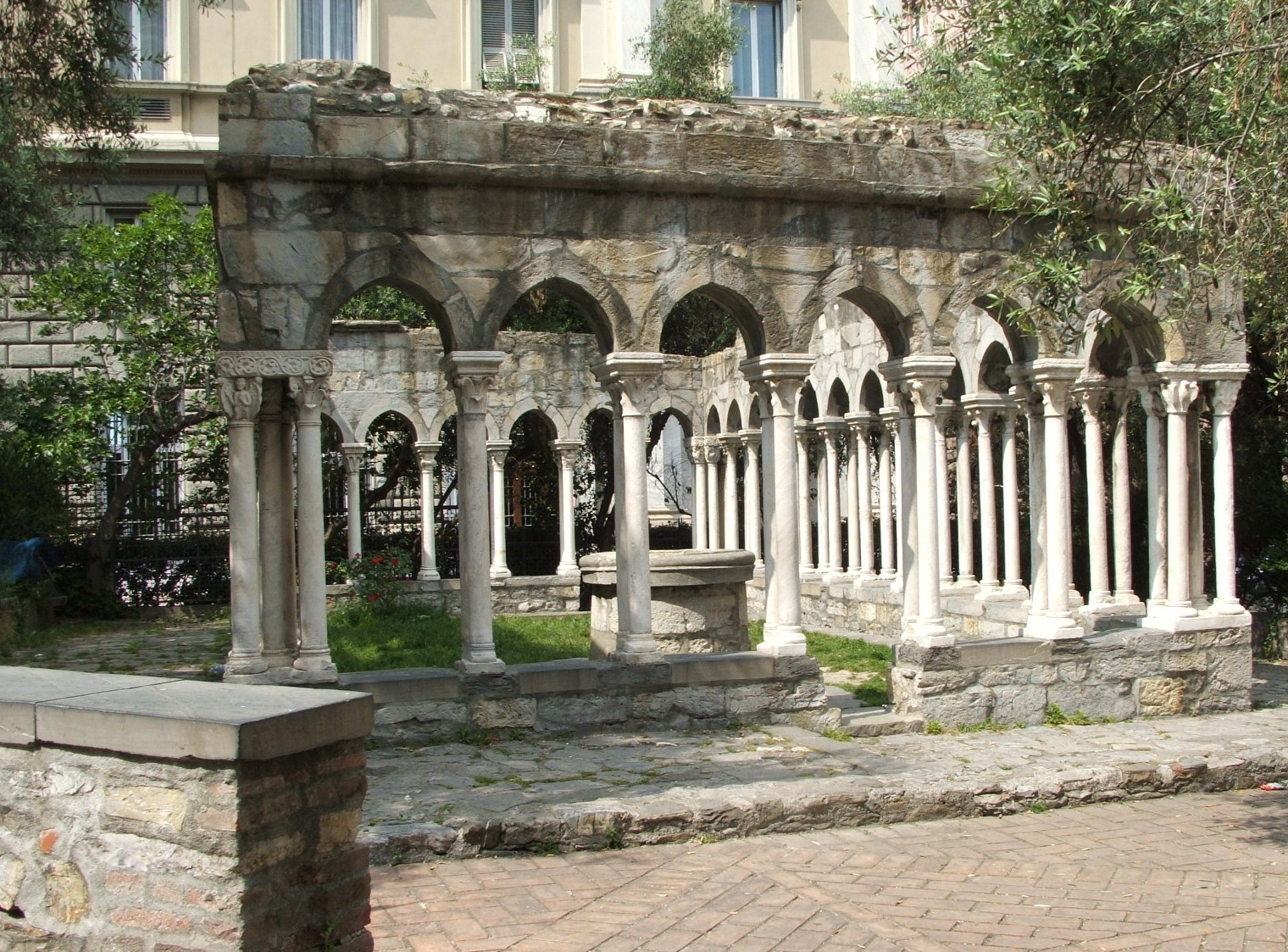
El claustro de Sant'Andrea
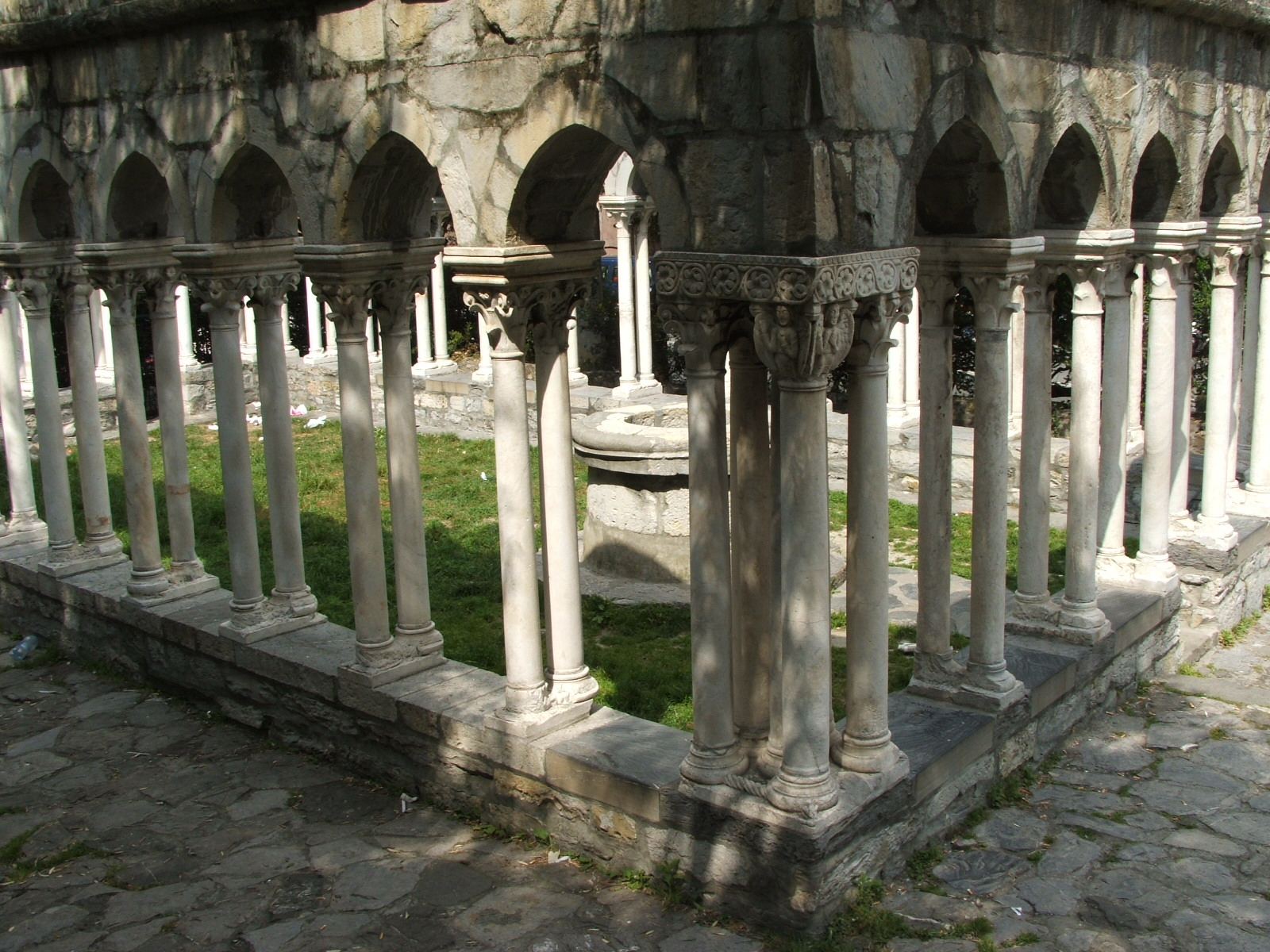
El claustro de Sant'Andrea
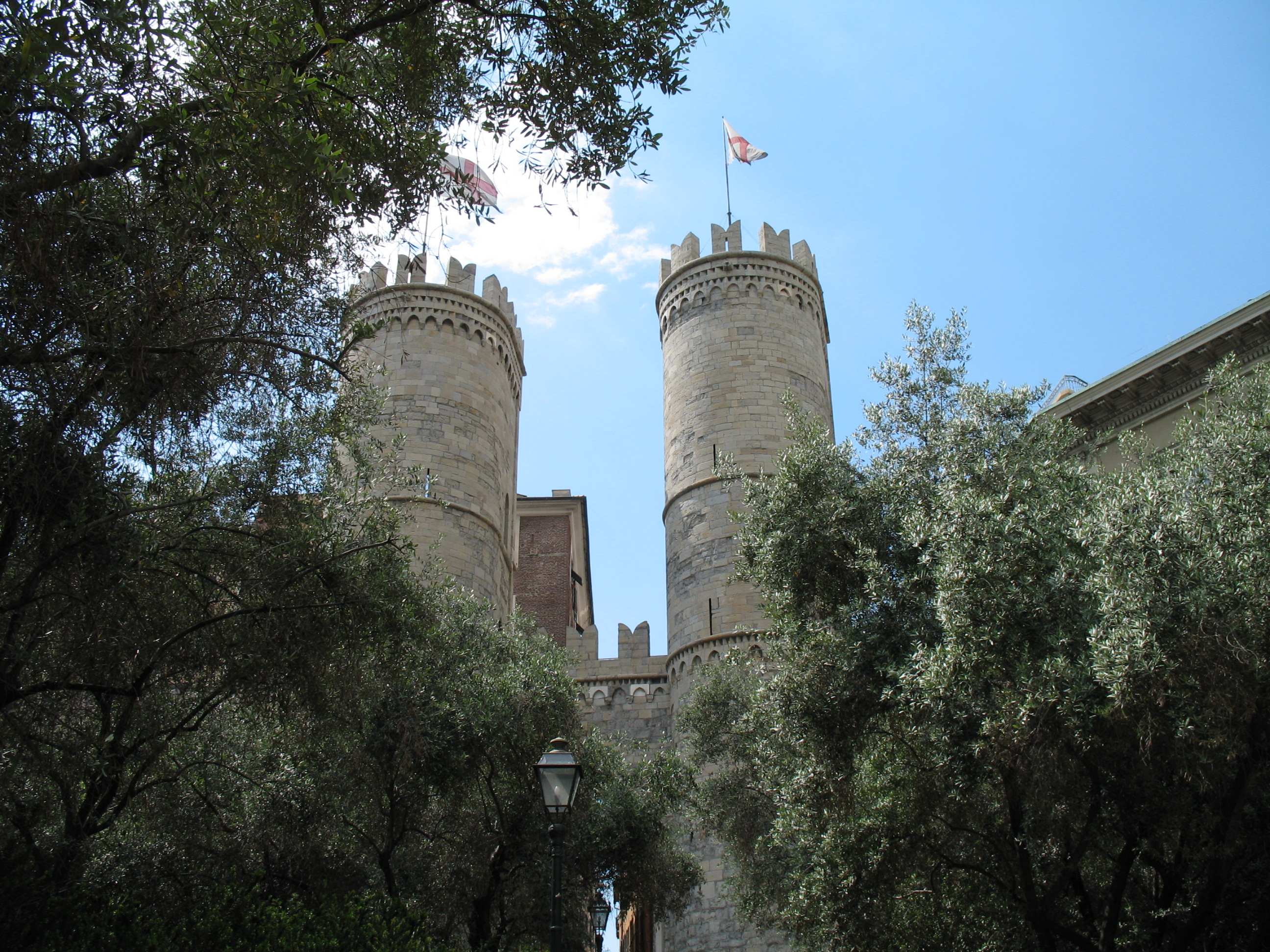
Las dos torres de la Porta Soprana